# Пеушешть-Меглаші (комуна)
Пеушешть-Меглаші, Пеушешті-Меглаші (рум. Păușești-Măglași) — комуна у повіті Вилча в Румунії. До складу комуни входять такі села (дані про населення за 2002 рік):
- Валя-Кеїй (1125 осіб)
- Вледучень (663 особи)
- Коаста (657 осіб)
- П'єтрарі (188 осіб)
- Пеушешть-Меглаші (761 особа)
- Улмецел (437 осіб)

Комуна розташована на відстані 166 км на північний захід від Бухареста, 11 км на північний захід від Римніку-Вилчі, 98 км на північ від Крайови, 120 км на південний захід від Брашова.

## Населення
За даними перепису населення 2002 року у комуні проживала 3831 особа.
Національний склад населення комуни:
| Національність | Кількість осіб | Відсоток |
| -------------- | -------------- | -------- |
| румуни         | 3739           | 97,6%    |
| цигани         | 92             | 2,4%     |

Рідною мовою назвали:
| Мова      | Кількість осіб | Відсоток |
| --------- | -------------- | -------- |
| румунська | 3739           | 97,6%    |
| циганська | 91             | 2,4%     |
| німецька  | 1              | < 0,1%   |

Склад населення комуни за віросповіданням:
| Релігія       | Кількість осіб | Відсоток |
| ------------- | -------------- | -------- |
| православні   | 3823           | 99,8%    |
| баптисти      | 5              | 0,1%     |
| римо-католики | 2              | 0,1%     |
| реформати     | 1              | < 0,1%   |